# Quantum Surgical
Quantum Surgical est une société française de robotique médicale développant des solutions médicales assistées par la robotique pour le traitement du cancer.
Fondée en 2017, Quantum Surgical est basée à Montpellier.
La société se présente comme un acteur majeur de l’innovation en santé et vise à proposer des solutions concrètes au problème de santé publique qu’est le cancer.

## Histoire
Quantum Surgical est une entreprise de robotique médicale basée à Montpellier, en France. Fondée en 2017, elle se consacre au développement de solutions pour le traitement du cancer.
Leur plateforme robotique Epione® est utilisée pour le traitement précoce et curatif des tumeurs de l’abdomen en Europe et aux États-Unis.
Quantum Surgical compte plus de 110 employés dans le monde.
Quantum Surgical a été cofondée par Bertin Nahum pour standardiser le traitement du cancer en permettant à davantage de patients de bénéficier de traitements ciblés et moins invasifs. Quantum Surgical a lancé le robot Epione en 2020.

## Epione
Epione est un système d'assistance robotique pour l'ablation percutanée permettant de visualiser la tumeur, de la cibler de manière précise et de la traiter directement «à travers la peau». Cette procédure peu invasive est une alternative à la chirurgie pour le traitement des tumeurs particulièrement difficiles à atteindre, par leur taille ou leur localisation.
La technologie assure précision et expertise au radiologue interventionnel et guide son geste. «Le bras du robot aide dans la destruction des petites tumeurs hépatiques primitives ou métastatiques et rénales primitives, en limitant les dommages aux tissus sains environnants ainsi que le nombre d’images pour guider l’aiguille jusqu’à la tumeur» précise le Pr Thierry de Baère, chef du service d’Imagerie thérapeutique de Gustave Roussy.
Epione est actuellement dédiée au traitement des cancers de l'abdomen (foie, reins, pancréas) responsable de plus de 4 millions de nouveaux cancers chaque année. Quantum Surgical vise à étendre le champ d’applications d’Epione, en particulier vers les tumeurs pulmonaires.
Epione est disponible à Gustave Roussy et aux Hospices Civils de Lyon en France et aux États-Unis au Baptist Health South Florida de Miami.
En juillet 2023, près de 200 patients ont été traités dans le monde à l’aide d’Epione.

## Dates Clés
En septembre 2021, Quantum Surgical obtient le marquage CE pour le traitement des tumeurs de l’abdomen.
En mai 2022, Quantum Surgical reçoit l’autorisation de la FDA pour le traitement des tumeurs du foie aux Etats-Unis.
En mai 2023, l’autorisation de la FDA est étendue à tous les cancers de l’abdomen.

## Distinctions
En novembre 2022, Quantum Surgical a reçu le Prix Galien USA, l'équivalent du prix Nobel de la recherche biopharmaceutique.
En juin 2023, Quantum Surgical est lauréat du programme French Tech 2030, qui accompagne les «acteurs émergents de l'innovation».